# Enzo D'Ambrosio
Enzo D'Ambrosio, all'anagrafe Vincenzo D'Ambrosio (Camerota, 5 marzo 1931 – Cava de' Tirreni, 17 novembre 2019), è stato un produttore cinematografico italiano.

## Biografia
Dopo essere stato assistente di Damiano Damiani, Luigi Zampa e Aglauco Casadio, negli anni sessanta dirige circa cinquanta documentari (I sogni dei Musiù, Ogni domenica, Medico condotto, Gaudì, Tempo di twist, Da mille anni).
Nel 1965, insieme con Giuseppe Colizzi, dà vita alla società di produzione Crono Cinematografica, che realizza nel 1967 e nel 1968 i film Dio perdona... io no! e I quattro dell'Ave Maria, con la regia dello stesso Colizzi, scoprendo e lanciando la coppia di attori Terence Hill e Bud Spencer. Ha poi prodotto il film Abuso di potere e diretto La spiaggia del desiderio e Ma il buon Dio è proprio in gamba?.

## Filmografia

### Produttore
- Dio perdona... io no!, regia di Giuseppe Colizzi (1967)
- I quattro dell'Ave Maria, regia di Giuseppe Colizzi (1968)
- Abuso di potere, regia di Camillo Bazzoni (1972)
- Bo Ba Bu, regia di Ali Hamroyev (1998)
- Ma il buon Dio è proprio in gamba?, regia di Enzo D'Ambrosio (1998)

### Sceneggiatore
- Il fiume di Rome, regia di Mario Tebano - documentario (1960)
- La spiaggia del desiderio, regia di Enzo D'Ambrosio  (1976)
- Ma il buon Dio è proprio in gamba?, regia di Enzo D'Ambrosio (1998)

### Regista

#### Cortometraggi
- Da mille anni - documentario (1961)
- I sogni dei Musiù - documentario (1961)
- Un regno nei boschi - documentario (1961)
- Curato di campagna - documentario (1962)
- Ogni domenica - documentario (1962)
- Bellante - documentario (1962)
- Medico condotto - documentario (1962)
- Tempo di twist - documentario (1962)
- Ragazza da marito - documentario (1962)
- Gaudì - documentario (1963)
- Vincenzo - documentario (1963)

#### Lungometraggi
- La spiaggia del desiderio (1976)
- Ma il buon Dio è proprio in gamba? (1998)